# 1460-as évek
Évszázadok: 14. század · 15. század · 16. század
Évtizedek: 1410-es évek · 1420-as évek · 1430-as évek · 1440-es évek · 1450-es évek · 1460-as évek · 1470-es évek · 1480-as évek · 1490-es évek · 1500-as évek · 1510-es évek
Évek: 1460 · 1461 · 1462 · 1463 · 1464 · 1465 · 1466 · 1467 · 1468 · 1469

## A világ vezetői
- I. Mátyás magyar király (Magyar Királyság)  (1458–1490† )